# Nußelt-Zahl
Die Nußelt-Zahl {\displaystyle {\mathit {Nu}}} (benannt nach Wilhelm Nußelt) ist eine Kennzahl mit der Einheit Eins aus der Ähnlichkeitstheorie der Wärmeübertragung. Sie dient zur Beschreibung des konvektiven Wärmeübergangs zwischen einer festen Oberfläche und einem strömenden Fluid.

## Definition
Die Nußelt-Zahl ist definiert als
{\displaystyle {\mathit {Nu}}={\frac {\alpha \cdot L}{\lambda }}}.
Dabei gehen ein:
- der Wärmeübergangskoeffizient {\displaystyle \alpha }, der den konvektiven Wärmeübergang zwischen Wand und Fluid beschreibt,
- die Wärmeleitfähigkeit {\displaystyle \lambda } des Fluids,
- als charakteristische Länge {\displaystyle L} eine für die Strömung maßgebende Abmessung, die je nach der Geometrie des betrachteten Systems auf unterschiedliche Weise gewählt werden kann. Typische Beispiele sind die Länge einer überströmten Fläche in Strömungsrichtung oder der Durchmesser eines durchströmten Rohres.

## Bedeutung
Zwei physikalische Systeme sind „geometrisch ähnlich“, wenn alle ihre korrespondierenden Abmessungen in demselben Zahlenverhältnis zueinander stehen (z. B. ein Originalsystem und ein um einen bestimmten Faktor verkleinertes Modellsystem). Sie sind darüber hinaus auch „physikalisch ähnlich“, wenn ihre korrespondierenden physikalischen Größen in jeweils konstanten Verhältnissen zueinander stehen (wenn also z. B. alle Kräfte, alle Geschwindigkeiten usw. im Modellsystem um einen jeweils bestimmten Faktor kleiner oder größer sind als die entsprechenden Kräfte und Geschwindigkeiten im Originalsystem). Die Ähnlichkeitstheorie besagt, dass zwei geometrisch ähnliche Systeme auch physikalisch ähnlich sind, wenn die dimensionslosen Kennzahlen, welche die beiden Systeme beschreiben, in beiden Fällen dieselben Zahlenwerte haben.
Die Nußelt-Zahl ist eine dieser dimensionslosen Kennzahlen. Sie hat im Modellsystem und im Originalsystem denselben Zahlenwert, wenn das Modell dem Original geometrisch ähnlich ist und geeignet gewählten Bedingungen ausgesetzt ist, so dass es dem Original auch physikalisch ähnlich ist. Wird die Nußelt-Zahl am Modell bestimmt, ist sie auch für das Original bekannt. Sie kann dann beispielsweise dazu verwendet werden, den Wärmeübergangskoeffizienten {\displaystyle \alpha ={\mathit {Nu}}\,{\tfrac {\lambda }{L}}} im Originalsystem zu ermitteln.

## Anwendung

### Modellmessungen
Die Möglichkeit, an einem Modellsystem gewonnene Messwerte auf das Originalsystem zu übertragen, wenn die Nußelt-Zahlen beider Systeme aufeinander abgestimmt sind, wurde bereits angesprochen.
In einfachen Geometrien ist in der Regel offensichtlich, welche Abmessung dabei als charakteristische Länge zu wählen ist. Stehen mehrere Abmessungen zur Wahl (im Fall des durchströmten Rohres kann beispielsweise der Radius oder der Durchmesser des Rohres gewählt werden), dann kann die Wahl beliebig getroffen werden, muss aber in allen zu vergleichenden Systemen dieselbe sein. Der Zahlenwert der ermittelten Nußelt-Zahl hängt zwar von der Wahl ab, die Gleichheit der Nußelt-Zahlen physikalisch ähnlicher Modelle bleibt aber bei Verwendung der jeweils korrespondierenden Abmessungen erhalten. Sollen die Zahlenwerte der Nußelt-Zahlen eines Systems tabelliert werden, so ist im Zweifel anzugeben, welche Abmessung verwendet wurde.

### Korrelationen
Für häufig benötigte Systeme können Messungen auch geeignet zusammengefasst und tabelliert werden. Es ist zu erwarten, dass die Nußelt-Zahl von den Eigenschaften der verwendeten Fluide abhängt, wie deren Geschwindigkeit, Dichte, Viskosität, Wärmekapazität usw. Wie eine Analyse der Transportgleichungen zeigt, können diese Eigenschaften ebenfalls zu dimensionslosen Zahlengruppen zusammengefasst werden, nämlich der Prandtl-Zahl {\displaystyle \textstyle {\mathit {Pr}}} und der Reynolds-Zahl {\displaystyle \textstyle {\mathit {Re}}} im Falle erzwungener Konvektion oder der Rayleigh-Zahl {\displaystyle \textstyle {\mathit {Ra}}} im Falle freier Konvektion. Die lokale Nußelt-Zahl hängt außerdem noch von einer Koordinate {\displaystyle x} ab, welche den betrachteten Ort im System beschreibt. Für die lokale Nußelt-Zahl ist bei gegebener Geometrie also eine funktionale Abhängigkeit der Form zu erwarten. Im Falle erzwungener Konvektion gilt daher
{\displaystyle {\mathit {Nu}}=f(x,{\mathit {Re}},{\mathit {Pr}})}
oder im Falle freier Konvektion
{\displaystyle {\mathit {Nu}}=f(x,{\mathit {Ra}},{\mathit {Pr}})}.
Betrachtet man stattdessen die über das System gemittelte Nußelt-Zahl {\displaystyle {\mathit {\overline {Nu}}}}, entfällt die Abhängigkeit von {\displaystyle x}. Es gilt somit im Falle erzwungener Konvektion
{\displaystyle {\mathit {\overline {Nu}}}=f({\mathit {Re}},{\mathit {Pr}})}
und im Falle freier Konvektion
{\displaystyle {\mathit {\overline {Nu}}}=f({\mathit {Ra}},{\mathit {Pr}})}.
Der funktionale Zusammenhang {\displaystyle f({\mathit {Re}},{\mathit {Pr}})} oder {\displaystyle f({\mathit {Ra}},{\mathit {Pr}})} selbst kann nur in sehr einfachen Fällen aus der Theorie abgeleitet werden. In der Regel sind Messreihen notwendig, an die eine geeignete Funktion angepasst wird. Solche aus Messungen abgeleiteten empirischen Funktionen bezeichnet man auch als Korrelationen oder Gebrauchsformeln. Wie die Erfahrung zeigt, kann im Falle erzwungener Konvektion für die mittlere Nußelt-Zahl oft ein Ansatz der Form
{\displaystyle {\mathit {\overline {Nu}}}=C\ {\mathit {Re}}^{m}\ {\mathit {Pr}}^{1/3}}
mit geeigneten Konstanten {\displaystyle C} und {\displaystyle m} verwendet werden.

#### Vertikale Fläche bei freier Konvektion
Die mittlere Nußelt-Zahl einer vertikalen Fläche der Höhe {\displaystyle L} wird beschrieben durch
{\displaystyle {\overline {\mathit {Nu}}}_{L}=\left[0{,}825+{\frac {0{,}387\,{\mathit {Ra}}_{L}^{1/6}}{\left[1+(0{,}492/{\mathit {Pr}})^{9/16}\,\right]^{8/27}\,}}\right]^{2}\quad 0{,}1\leq {\mathit {Ra}}_{L}\leq 10^{12}\wedge 0{,}001\leq \mathrm {Pr} \leq \infty }.

#### Horizontale Fläche bei freier Konvektion
Bei der Wärmeübertragung einer horizontal liegenden Flächen müssen folgende zwei Fälle unterschieden werden:
- die Wärmeabgabe nach oben einer beheizten Fläche und Wärmeaufnahme von unten einer gekühlten Fläche
- die Wärmeabgabe nach unten einer beheizten Fläche und die Wärmeaufnahme von oben einer gekühlten Fläche

In beiden Fällen ist die charakteristische Länge {\displaystyle L} gegeben durch den Quotienten aus dem Flächeninhalt {\displaystyle A} und der Länge des die Fläche begrenzenden Umrisses {\displaystyle \partial A}
{\displaystyle {\mathit {L}}={\frac {A}{\partial A}}}.
Ist Wärmeabgabe nach oben oder Wärmeaufnahme von unten so kann die mittlere Nußelt-Zahl durch folgende Beziehung dargestellt werden
{\displaystyle {\overline {\mathit {Nu}}}_{L}\ =0{,}54\,{\mathit {Ra}}_{L}^{1/4}\,\quad 2\cdot 10^{4}\leq {\mathit {Ra}}_{L}\leq 8\cdot 10^{6}}
{\displaystyle {\overline {\mathit {Nu}}}_{L}\ =0{,}15\,{\mathit {Ra}}_{L}^{1/3}\,\quad 8\cdot 10^{6}\leq {\mathit {Ra}}_{L}\leq 10^{11}}.
Ist Wärmeabgabe nach unten oder Wärmeaufnahme von oben so gilt
{\displaystyle {\overline {\mathit {Nu}}}_{L}\ =0{,}27\,{\mathit {Ra}}_{L}^{1/4}\,\quad 810^{5}\leq {\mathit {Ra}}_{L}\leq 10^{10}}.

#### Erzwungen angeströmten Platte
Die mittlere Nußelt-Zahl auf einer parallel angeströmten Platte der Länge {\displaystyle L} beträgt beispielsweise für laminare Strömung und {\displaystyle {\mathit {Pr}}\gtrsim 0{,}6} 
{\displaystyle {\mathit {\overline {Nu}}}_{L}={\frac {{\overline {\alpha }}L}{\lambda }}=0{,}664\ {\mathit {Re}}_{L}^{1/2}\ {\mathit {Pr}}^{1/3}}
woraus für zahlreiche Fluide und Strömungsgeschwindigkeiten der mittlere Wärmeübergangskoeffizient {\displaystyle {\overline {\alpha }}} auf der Platte ermittelt werden kann. In diesem Beispiel ist an den Formelzeichen {\displaystyle {\mathit {\overline {Nu}}}_{L}} und {\displaystyle {\mathit {Re}}_{L}} auch ausdrücklich vermerkt, dass diese Kennzahlen im vorliegenden Fall mit {\displaystyle L} als charakteristischer Länge zu bilden sind.

##### Rechenbeispiel
Wind ströme eine Hausfassade der Breite {\displaystyle L=4\ \mathrm {m} } von der Seite her an. Die Windgeschwindigkeit betrage {\displaystyle v=2\ \mathrm {m/s} }, die Lufttemperatur {\displaystyle \vartheta _{L}=22\ \mathrm {^{\circ }C} } und die Fassadentemperatur {\displaystyle \vartheta _{F}=18\ \mathrm {^{\circ }C} }. Wie groß ist der mittlere konvektive Wärmeübergangskoeffizient {\displaystyle {\overline {\alpha }}} auf der Fassade?
Als repräsentativ für die Temperatur der Grenzschicht zwischen Fluid und Oberfläche wird in der Regel der Mittelwert von Fluidtemperatur und Oberflächentemperatur angesetzt. Die Eigenschaften der Luft werden also für 20 °C ausgewertet. Es sind
| charakteristische Länge    | {\displaystyle L}     | : | 4    | m,        |  | Dichte                  | {\displaystyle \rho }    | : | 1,188      | kg/m³   |
| Strömungsgeschwindigkeit   | {\displaystyle v}     | : | 2    | m/s,      |  | Wärmeleitfähigkeit      | {\displaystyle \lambda } | : | 0,02569    | W/(m K) |
| spezifische Wärmekapazität | {\displaystyle c_{p}} | : | 1007 | J/(kg K), |  | kinematische Viskosität | {\displaystyle \nu }     | : | 153,5·10−7 | m²/s    |
Damit ergibt sich für die Reynolds-Zahl
{\displaystyle {\mathit {Re_{L}}}={\frac {v\,L}{\nu }}\,=\,5{,}2\cdot 10^{5}}
und für die Prandtl-Zahl
{\displaystyle {\mathit {Pr}}={\frac {\nu \,\rho \,c_{\mathrm {p} }}{\lambda }}=0{,}715}.
Die Aufgabenstellung beschreibt eine parallel angeströmte Fläche, die im vorigen Abschnitt vorgestellte Korrelation kann also benutzt werden. Aus ihr folgt die mittlere Nußelt-Zahl
{\displaystyle {\mathit {\overline {Nu}}}_{L}\,=\,428}
und daraus der mittlere Wärmeübergangskoeffizient
{\displaystyle {\overline {\alpha }}\,=\,{\mathit {\overline {Nu}}}_{L}\,{\frac {\lambda }{L}}\,=\,2{,}75\,\mathrm {\frac {W}{m^{2}K}} }.
Für eine breitere Fläche oder eine höhere Windgeschwindigkeit überschreitet die Reynoldszahl allerdings zunehmend den kritischen Wert {\displaystyle {\mathit {Re}}_{c}\approx 5\cdot 10^{5}}, ab dem Turbulenz einzusetzen beginnt, so dass kompliziertere Formeln für gemischt laminar und turbulente Strömungsverhältnisse verwendet werden müssen. Typische konvektive Wärmeübergangskoeffizienten liegen unter diesen Bedingungen bei etwa 10 W/m²K.

## Anschauliche Interpretationen
Trotz der unanschaulichen Definition der Nußelt-Zahl als dimensionslose Zahlengruppe, die in der Ähnlichkeitstheorie als System-Kennzahl auftritt, sind für manche Systeme anschauliche Interpretationen möglich.

Ausbildung einer Grenzschicht am Beispiel einer parallel angeströmten ebenen Platte. Im ungestörten Bereich weist die Strömung ein konstantes Geschwindigkeitsprofil u0 auf. Im Einflussbereich der Platte bildet sich ein Profil aus, in dem die Geschwindigkeit in Plattennähe abnimmt und an der Plattenoberfläche auf Null zurückgeht.

Im ungestörten Bereich der Fluidströmung geschieht der Wärmetransport sowohl durch Wärmeleitung innerhalb des Fluids als auch durch Konvektion im Fluid. Die Temperatur des Fluids kann in diesem Bereich als räumlich und zeitlich konstant angesehen werden. In der Nähe der Wand nimmt die Geschwindigkeit des strömenden Fluids jedoch reibungsbedingt ab und geht unmittelbar an der Wand auf Null zurück (Haftbedingung). In dem Bereich, in dem die Strömungsgeschwindigkeit allmählich vom ungestörten Wert bis auf Null abnimmt, nimmt auch der Beitrag der Konvektion zum Wärmetransport ab, bis unmittelbar an der Wand nur die Wärmeleitung als einziger Transportmechanismus übrigbleibt. Der Bereich, in dem die Temperatur von der Temperatur der ungestörten Strömung allmählich in die Wandtemperatur übergeht, ist eine Grenzschicht, die für den Wärmeübergang zwischen Wand und Fluid wegen des verringerten Wärmetransports einen Widerstand darstellt. Der Wärmeübergangskoeffizient {\displaystyle \alpha } beschreibt die Stärke der Wärmestromdichte {\displaystyle q_{\alpha }}, die bei gegebenem Temperaturunterschied {\displaystyle \Delta T} zwischen Wandoberfläche und ungestörtem Fluid diese Grenzschicht durchfließt:
{\displaystyle q_{\alpha }=\alpha \cdot \Delta T}
Obwohl an dieser Wärmestromdichte in der Regel sowohl (eingeschränkte) Konvektion wie auch Wärmeleitung als Transportmechanismen beteiligt sind, bezeichnet man sie üblicherweise kurz und pauschal als „konvektiv“.

### Vergleich mit reiner Wärmeleitung
Die Nußelt-Zahl lässt sich auffassen als das Verhältnis der realen durch die Grenzschicht fließenden konvektiven Wärmestromdichte {\displaystyle q_{\alpha }} zu jener gedachten Wärmestromdichte {\displaystyle q_{\lambda }}, die infolge reiner Wärmeleitung durch eine vollständig ruhende Fluidschicht der Dicke {\displaystyle L} und der Wärmeleitfähigkeit {\displaystyle \lambda } fließen würde. Mit
{\displaystyle q_{\lambda }={\frac {\lambda }{L}}\cdot \Delta T}
ist nämlich
{\displaystyle {\mathit {Nu}}={\frac {\alpha \cdot L}{\lambda }}={\frac {\alpha \cdot \Delta T}{{\frac {\lambda }{L}}\cdot \Delta T}}={\frac {q_{\alpha }}{q_{\lambda }}}}.
Mit anderen Worten: Die Nußelt-Zahl drückt aus, um welchen Faktor die Wärmeübertragung aufgrund der Konvektion stärker ist als wenn reine Wärmeleitung wirken würde.
Diese Betrachtungsweise ist besonders anschaulich, wenn der Wärmefluss durch eine Luftschicht betrachtet und die Dicke dieser Luftschicht als charakteristische Länge {\displaystyle L} gewählt wird. Dann sind die reale und die gedachte völlig ruhende Luftschicht identisch und an der Nußelt-Zahl lässt sich unmittelbar der Beitrag der Konvektion zum Wärmetransport in der realen Schicht ablesen: Ist die Nußelt-Zahl größer als 1, liegt in der Luftschicht Konvektion vor, die den Wärmetransport verstärkt.

### Vergleich mit ruhender Ersatzschicht
Man denke sich die Grenzschicht, in der verschiedene Strömungsgeschwindigkeiten vorhanden sind, ersetzt durch eine vollständig ruhende Fluidschicht der Dicke {\displaystyle d}, in welcher der Wärmetransport nur durch Wärmeleitung geschehen kann. Wenn die Ersatzschicht demselben Temperaturgefälle ausgesetzt ist, gilt für die durch sie fließende Wärmestromdichte:
{\displaystyle q_{\lambda }={\frac {\lambda }{d}}\cdot \Delta T}.
Soll durch die Ersatzschicht derselbe Wärmestrom fließen wie durch die reale Grenzschicht,
{\displaystyle q_{\alpha }=\alpha \cdot \Delta T},
so muss für {\displaystyle d} gelten:
{\displaystyle d={\frac {\lambda }{\alpha }}},
und die Nußelt-Zahl lässt sich schreiben als
{\displaystyle {\mathit {Nu}}={\frac {\alpha \cdot L}{\lambda }}={\frac {L}{d}}}.
Sie lässt sich also auch auffassen als das Verhältnis der charakteristischen Länge {\displaystyle L} zur Dicke {\displaystyle d} der Ersatzschicht.

### Dimensionsloser Temperaturgradient
Der durch die Grenzschicht fließende konvektive Wärmestrom ist gegeben durch
{\displaystyle q_{\alpha }=\alpha \cdot \Delta T=\alpha \cdot (T_{W}-T_{\infty })},
wenn {\displaystyle T_{W}} die Wandtemperatur ist und {\displaystyle T_{\infty }} die Temperatur des ungestörten Fluids.
Andererseits ist wegen der Haftbedingung das Fluid in unmittelbarer Nähe der Wand völlig ruhend, so dass der Übergang der Wärme von der Wand in den an die Wand angrenzenden Fluidbereich durch reine Wärmeleitung geschieht. In diesem Grenz-Fluidbereich wird der Wärmestrom allein durch den unmittelbar an der Wand {\displaystyle W} herrschenden Temperaturgradienten angetrieben:
{\displaystyle q_{W}=\left.-\lambda \cdot {\frac {\mathrm {d} T}{\mathrm {d} x}}\right|_{W}}
Die beiden Formeln müssen denselben Wert für die Wärmestromdichte liefern. Gleichsetzen und beidseitige Multiplikation mit einer charakteristischen Länge {\displaystyle L} liefert:
{\displaystyle \alpha L\cdot (T_{W}-T_{\infty })=\left.-\lambda L\cdot {\frac {\mathrm {d} T}{\mathrm {d} x}}\right|_{W}}
und weiter
{\displaystyle {\frac {\alpha L}{\lambda }}=\left.-{\frac {\mathrm {d} {\frac {T}{(T_{w}-T_{\infty })}}}{\mathrm {d} {\frac {x}{L}}}}\right|_{W}},
so dass die Nußeltzahl sich schreiben lässt als
{\displaystyle {\mathit {Nu}}={\frac {\alpha L}{\lambda }}=\left.-{\frac {\mathrm {d} \vartheta }{\mathrm {d} \xi }}\right|_{W}}
mit der dimensionslosen Temperatur {\displaystyle \vartheta ={\frac {T-T_{\infty }}{T_{W}-T_{\infty }}}} und der dimensionslosen Länge {\displaystyle \xi ={\frac {x}{L}}}.
Die Nußelt-Zahl lässt sich daher auffassen als der negative dimensionslose fluidseitige Temperaturgradient an der Wand.
Umschreiben
{\displaystyle {\mathit {Nu}}=\left.-{\frac {\mathrm {d} {\frac {T}{(T_{w}-T_{\infty })}}}{\mathrm {d} {\frac {x}{L}}}}\right|_{W}=-{\frac {\left.{\frac {\mathrm {d} T}{\mathrm {d} x}}\right|_{W}}{\frac {(T_{w}-T_{\infty })}{L}}}}
zeigt, dass die Nußelt-Zahl außerdem angibt, wievielmal das aus dem konvektiven Wärmeübergang resultierende Temperaturprofil steiler ist als ein aus reiner Wärmeleitung im Fluid resultierendes Profil.